# Olympische Qualifikationsserie 2024 (BMX-Freestyle)

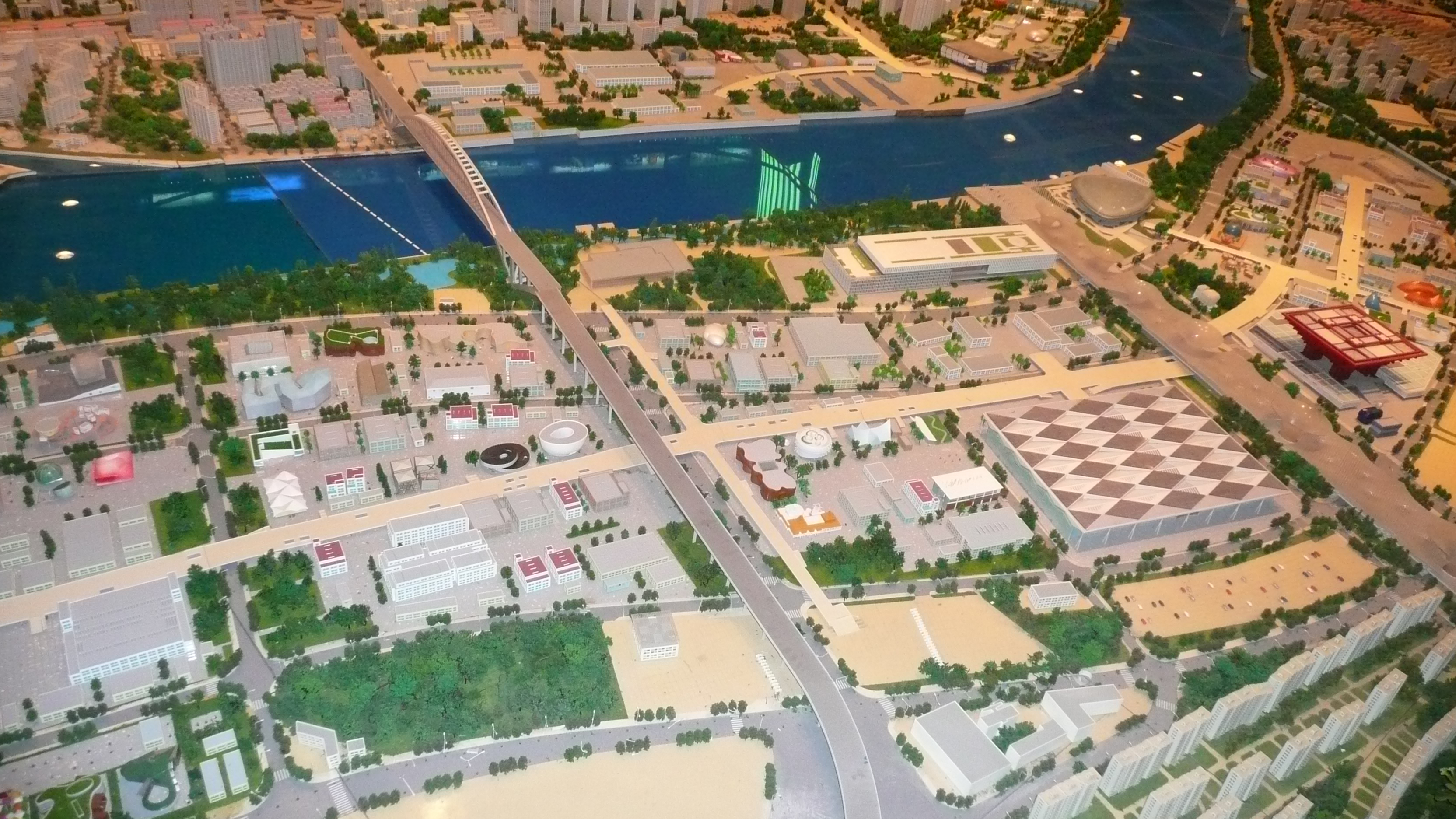
Das Expo-Gelände am Huangpu-Fluss war Schauplatz des ersten Laufs.

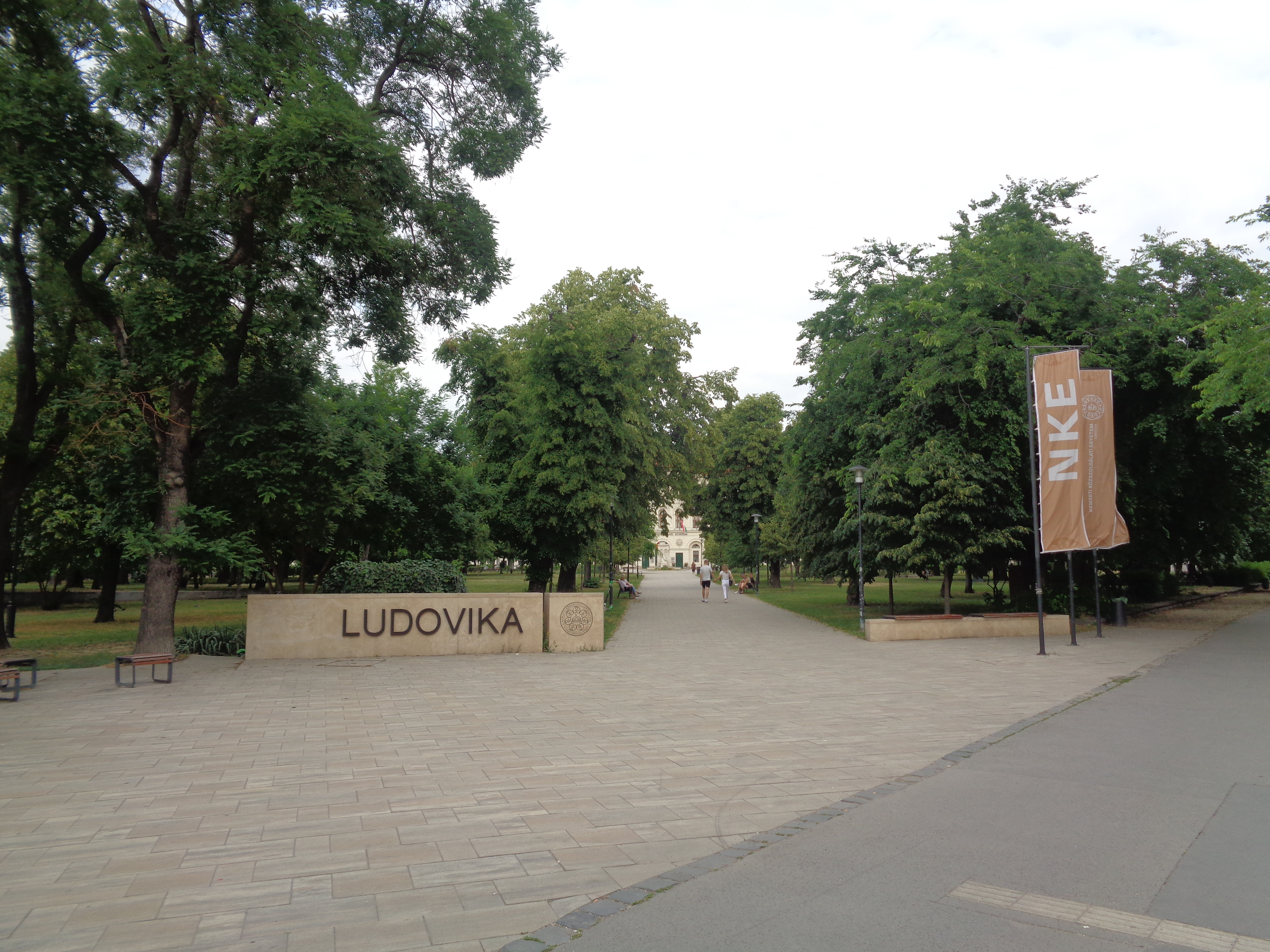
Auf dem Ludovika-Campus in Budapest fand der zweite Lauf statt.

Die BMX-Freestyle-Wettbewerbe der Olympischen Qualifikationsserie 2024 wurden in zwei Teilen im Mai und Juni 2024 in Shanghai und Budapest ausgetragen. Sie fanden in der Freestyle-Variante Park statt und waren Teil der Qualifikation zu den Olympischen Spielen 2024. Es wurden je sechs Plätze für die olympischen Wettkämpfe der Männer und der Frauen vergeben.

## Hintergrund
Die Serie wurde in dieser Form zum ersten Mal ausgetragen. Sie ging auf die vom IOC 2021 verabschiedete Agenda 2020+5 zurück, die eine direktere Verbindung der Olympischen Spiele mit den Qualifikations-Wettkämpfen empfohlen hatte. Anfang 2022 beschloss das IOC, im Vorlauf der Olympischen Spiele 2024 eine Qualifikationsserie für so genannte „urbane Sportarten“ einzurichten. In Zusammenarbeit mit den zuständigen Sportverbänden sollte die Serie Wettkämpfe in BMX-Freestyle, Breakdance, Skateboarding und Sportklettern umfassen und an drei noch auszuwählenden Standorten stattfinden.
In den Mitte 2022 veröffentlichten Qualifikationsregeln für BMX-Freestyle legte der Radsport-Weltverband UCI fest, dass pro Geschlecht 6 von 12 Olympia-Startplätzen über die Qualifikationsserie vergeben werden sollten. Im April 2023 veröffentlichte die UCI zudem die Kriterien, nach denen 24 Männer und Frauen für die Qualifikationsserie ausgewählt wurden. Im Oktober 2023 gab das IOC die Austragungsorte der Serie bekannt; statt drei waren es nur zwei, und zwar Shanghai und Budapest.

## Ablauf
Die Wettkämpfe in Shanghai fanden vom 16. bis 19. Mai auf dem Gelände der Expo 2010 am Ufer des Huangpu-Flusses statt, die Wettkämpfe in Budapest vom 20. bis 23. Juni auf dem Ludovika-Campus. Wenige Wochen vor den Wettkämpfen wurden rudimentäre Bestimmungen über den Wettkampf-Modus bekanntgegeben. Demnach sollten bei beiden Austragungen jeweils maximal 50 Qualifikationspunkte vergeben werden. Aufgrund der Bestimmungen der UCI konnten sich pro Nation und Geschlecht maximal zwei Athleten für die Olympischen Spiele qualifizieren.

## Zulassungskriterien
Die 24 Startplätze pro Geschlecht wurden wie folgt vergeben:
1. Die besten 12 Verbände der Nationen-Weltrangliste erhielten je nach Platzierung 1 bis 3 Startplätze. Maßgeblich war der Stand der Rangliste am 5. Dezember 2023. In diese Rangliste gingen die Leistungen der zwei besten Fahrer pro Nation im Laufe der vorangegangenen 52 Wochen ein.
2. Olympia-Gastgeber Frankreich sowie die Gastgeber der Qualifikationsserie erhielten mindestens je einen Platz.
3. In jedem Kontinent, der noch keinen Startplatz hatte, ging ein solcher an denjenigen Verband, der in der Weltrangliste am höchsten stand.
4. Im Falle unbesetzter Startplätze rückten die bestplatzierten Verbände in der oben genannten Nationen-Rangliste nach, die sich noch nicht qualifiziert hatten.

Die Verteilung der Quotenplätze wurde von der UCI am 5. Dezember 2023 veröffentlicht. Nach Bestätigung der Teilnahme durch die Verbände veröffentlichte die UCI am 18. Dezember die endgültigen Plätze. Später verzichtete Südafrika noch auf seinen Platz bei den Frauen. Sie wurden durch Spanien ersetzt; ob die vor Spanien platzierten Verbände Slowakei und Russland verzichtet hatten, ist nicht bekannt. Die Verteilung war demnach wie folgt:
| Kriterium                                         | Nationen (Männer)                                      | Nationen (Frauen)                               |
| ------------------------------------------------- | ------------------------------------------------------ | ----------------------------------------------- |
| Weltrangliste Platz 1 bis 3 (je drei Teilnehmer)  | Australien, Großbritannien, Vereinigte Staaten         | China, Vereinigte Staaten, Deutschland          |
| Weltrangliste Platz 4 bis 6 (je zwei Teilnehmer)  | Japan, Brasilien, Frankreich                           | Australien, Großbritannien, Schweiz             |
| Weltrangliste Platze 7 bis 11 (je ein Teilnehmer) | Kroatien, Argentinien, Venezuela, Lettland, Costa Rica | Tschechien, Japan, Frankreich, Chile, Kolumbien |
| Gastgeberplätze                                   | China, Ungarn 1                                        | keine 2                                         |
| Kontinentale Repräsentation                       | Südafrika                                              | Südafrika verzichtete                           |
| Nachrücker                                        | Deutschland                                            | Brasilien, Argentinien, Venezuela, Spanien      |

Ende Februar wurden die von ihren Verbänden nominierten Teilnehmer der Serie bekanntgegeben; Anfang Mai publizierte die UCI eine leicht modifizierte Liste.

## Resultate
In Shanghai wie in Budapest gab es jeweils eine Qualifikation, aus der 12 von 24 Athleten ins Finale kamen. In Qualifikation und Finale hatte jeder Athlet zwei Versuche. In der Qualifikation zählte das Mittel der erzielten Punktzahlen, im Finale der bessere Versuch. In den Tabellen ist in allen Runden die jeweils relevante Punktzahl angegeben (Mittelwert bzw. besserer Versuch). Die für den olympischen Wettkampf qualifizierten Fahrer sind grün hinterlegt. Bei gleicher Punktzahl entschied das Ergebnis der zweiten Runde.

### Männer
In der deutschen Mannschaft sprang in Shanghai kurzfristig Tom Clemens für den eigentlich vorgesehenen Paul Thölen ein, der dann wiederum den Wettkampf in Budapest bestritt.
| Rang | Fahrer                 | Shanghai | Shanghai | Shanghai | Shanghai | Budapest | Budapest | Budapest | Budapest | Summe |
| Rang | Fahrer                 | Qualif.  | Finale   | Platz    | Punkte   | Qualif.  | Finale   | Platz    | Punkte   | Summe |
| ---- | ---------------------- | -------- | -------- | -------- | -------- | -------- | -------- | -------- | -------- | ----- |
| 1    | Anthony Jeanjean       | 86,75    | 93,54    | 1        | 50       | 86,59    | 93,40    | 1        | 50       | 100   |
| 2    | Kieran Reilly          | 85,32    | 89,28    | 3        | 41       | 84,21    | 92,05    | 3        | 41       | 82    |
| 3    | Marcus Christopher     | 89,07    | 74,40    | 11       | 30       | 89,04    | 92,98    | 2        | 45       | 75    |
| 4    | Gustavo Batista        | 85,26    | 84,48    | 8        | 33       | 87,97    | 91,90    | 4        | 38       | 71    |
| 5    | Justin Dowell          | 82,24    | 85,30    | 6        | 35       | 84,54    | 90,82    | 5        | 36       | 71    |
| 6    | Marin Ranteš           | 82,88    | 87,84    | 5        | 36       | 83,09    | 90,80    | 6        | 35       | 71    |
| 7    | Jude Jones             | 83,53    | 88,56    | 4        | 38       | 83,32    | 85,10    | 10       | 31       | 69    |
| 8    | Logan Martin           | 86,83    | 92,65    | 2        | 45       | 71,04    | —        | 17       | 24       | 69    |
| 9    | Rimu Nakamura          | 84,65    | 84,00    | 9        | 32       | 83,46    | 89,00    | 8        | 33       | 65    |
| 10   | Dylan Hessey           | 87,29    | 42,62    | 12       | 29       | 82,01    | 86,10    | 9        | 32       | 61    |
| 11   | Daniel Dhers           | 80,93    | 78,60    | 10       | 31       | 76,27    | —        | 13       | 28       | 59    |
| 12   | José Torres            | 71,82    | —        | 17       | 24       | 84,12    | 90,62    | 7        | 34       | 58    |
| 13   | Ernests Zēbolds        | 80,88    | —        | 13       | 28       | 81,19    | 56,40    | 12       | 29       | 57    |
| 14   | Joji Mizogaki          | 79,58    | —        | 15       | 26       | 75,32    | —        | 14       | 27       | 53    |
| 15   | Nick Bruce             | 85,67    | 84,78    | 7        | 34       | 3,66     | —        | 23       | 18       | 52    |
| 16   | Zoltán Kempf           | 42,67    | —        | 21       | 20       | 79,65    | 78,60    | 11       | 30       | 50    |
| 17   | Alec Danelutti         | 56,00    | —        | 19       | 22       | 72,13    | —        | 16       | 25       | 47    |
| 18   | Caio de Oliveira Sousa | 72,93    | —        | 16       | 25       | 57,01    | —        | 19       | 22       | 47    |
| 19   | Jaie Toohey            | 80,54    | —        | 14       | 27       | 32,46    | —        | 21       | 20       | 47    |
| 20   | Kenneth Tencio         | 33,70    | —        | 22       | 19       | 64,28    | —        | 18       | 23       | 42    |
| 21   | Hai Yang               | 52,54    | —        | 20       | 21       | 38,80    | —        | 20       | 21       | 42    |
| 22   | Kevin Fabrègue         | 71,07    | —        | 18       | 23       | 1,18     | —        | 24       | 17       | 40    |
| 23   | Vincent Leygonie       | 30,20    | —        | 23       | 18       | 18,60    | —        | 22       | 19       | 37    |
| 24   | Paul Thölen            | DNS      | —        | —        | —        | 73,60    | —        | 15       | 26       | 26    |
| 25   | Tom Clemens            | 27,19    | —        | 24       | 17       | DNS      | —        | —        | —        | 17    |

### Frauen
Bei Kolumbien ersetzte Queensaray Villegas kurzfristig ihre eigentlich nominierte Schwester Lizsurley Villegas. Die Argentinierin Analía Zacarias trat in Shanghai nicht an. In Budapest fehlten vier Fahrerinnen, darunter die aussichtsreich platzierte Iveta Miculyčová. Für Sun Sibei reichte der fünfte Platz in der Gesamtwertung nicht, da sich maximal zwei Fahrerinnen pro Nation qualifizieren konnten.
| Rang | Fahrerin                 | Shanghai | Shanghai | Shanghai | Shanghai | Budapest | Budapest | Budapest | Budapest | Summe |
| Rang | Fahrerin                 | Qualif.  | Finale   | Platz    | Punkte   | Qualif.  | Finale   | Platz    | Punkte   | Summe |
| ---- | ------------------------ | -------- | -------- | -------- | -------- | -------- | -------- | -------- | -------- | ----- |
| 1    | Hannah Roberts           | 82,63    | 91,24    | 4        | 38       | 83,43    | 93,48    | 1        | 50       | 88    |
| 2    | Sun Jiaqi                | 86,70    | 93,68    | 2        | 45       | 78,95    | 91,30    | 3        | 41       | 86    |
| 3    | Perris Benegas           | 84,05    | 89,68    | 5        | 36       | 79,96    | 91,92    | 2        | 45       | 81    |
| 4    | Deng Yawen               | 85,40    | 91,50    | 3        | 41       | 81,81    | 90,96    | 4        | 38       | 79    |
| 5    | Sun Sibei                | 87,40    | 95,86    | 1        | 50       | 67,29    | —        | 14       | 27       | 77    |
| 6    | Nikita Ducarroz          | 73,90    | 85,60    | 7        | 34       | 81,58    | 87,26    | 6        | 35       | 69    |
| 7    | Natalya Diehm            | 70,71    | 81,24    | 9        | 32       | 79,79    | 90,86    | 5        | 36       | 68    |
| 8    | Queensaray Villegas      | 66,16    | 82,40    | 8        | 33       | 72,20    | 85,41    | 9        | 32       | 65    |
| 9    | Lara Lessmann            | 59,66    | —        | 13       | 28       | 79,55    | 86,36    | 7        | 34       | 62    |
| 10   | Laury Perez              | 58,74    | —        | 14       | 27       | 77,72    | 86,25    | 8        | 33       | 60    |
| 11   | Charlotte Worthington    | 66,10    | 66,20    | 12       | 29       | 77,35    | 83,34    | 10       | 31       | 60    |
| 12   | Macarena Pérez           | 67,12    | 75,60    | 10       | 31       | 75,11    | 75,30    | 12       | 29       | 60    |
| 13   | Lea Müller               | 55,52    | —        | 15       | 26       | 77,29    | 78,00    | 11       | 30       | 56    |
| 14   | Sasha Pardoe             | 62,40    | 66,80    | 11       | 30       | 61,48    | —        | 16       | 25       | 55    |
| 15   | Sarah Nicki              | 50,60    | —        | 17       | 24       | 68,79    | —        | 13       | 28       | 52    |
| 16   | Lillyana Seidler         | 47,00    | —        | 18       | 23       | 63,10    | —        | 15       | 26       | 49    |
| 17   | Nene Naito               | 51,34    | —        | 16       | 25       | 41,10    | —        | 19       | 22       | 47    |
| 18   | Teresa Fernández-Miranda | 46,05    | —        | 19       | 22       | 51,40    | —        | 18       | 23       | 45    |
| 19   | Eduarda Bordignon        | 34,05    | —        | 21       | 20       | 32,60    | —        | 20       | 21       | 41    |
| 20   | Iveta Miculyčová         | 81,93    | 86,80    | 6        | 35       | DNS      | —        | —        | —        | 35    |
| 21   | Analía Zacarias          | DNS      | —        | —        | —        | 59,80    | —        | 17       | 24       | 24    |
| 22   | Katherine Díaz           | 38,25    | —        | 20       | 21       | DNS      | —        | —        | —        | 21    |
| 23   | Michelle Neuner          | 17,75    | —        | 22       | 19       | DNS      | —        | —        | —        | 19    |
| 24   | Angie Marino             | 0,50     | —        | 23       | 18       | DNS      | —        | —        | —        | 18    |